# Voronezjfronten
Voronezjfronten var en front bildad av Röda armén under andra världskriget. Fronten bildades i juni 1942 från Brjanskfronten och deltog i inledningen av Operation Blå. Efter att ha deltagit i befrielsen av östra Ukraina så ombildades fronten till 1:a ukrainska fronten den 20 oktober 1943.

## Slag

### Kursk

#### Organisation
Frontens organisation vid slagets början.
- 6:e gardesarmén
- 7:e gardesarmén
- 38:e armén
- 40:e armén
- 69:e armén
- 1:a stridsvagnsarmén
- 2:a flygarmén